# Citrus × aurantium
El naranjo agrio, también llamado naranjo amargo (Citrus × aurantium), es un árbol cítrico de la familia de las Rutáceas. Es un híbrido entre Citrus maxima y Citrus reticulata. Muchas variedades de naranja amarga se usan por su aceite esencial para perfumes, saborizantes y como medicina. La fruta es conocida también por los nombres de naranja mateca, naranja agria, naranja bigarade, naranja andaluza, naranja de Sevilla, naranja cajera, naranja cachorreña y en Paraguay y noreste de Argentina apepú (del guaraní apepu). Se lo utiliza como portainjerto de otras especies cítricas.

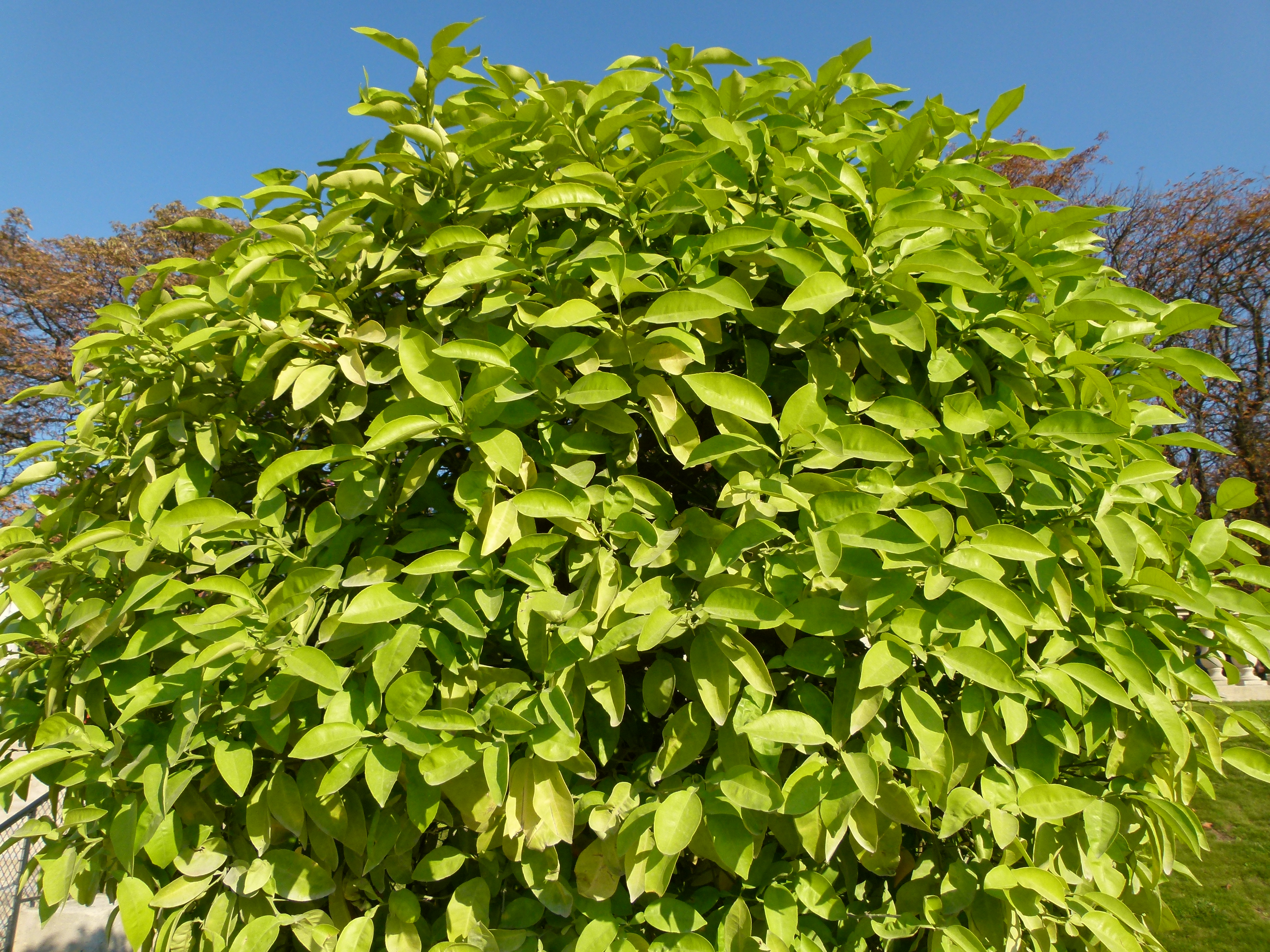
Hojas

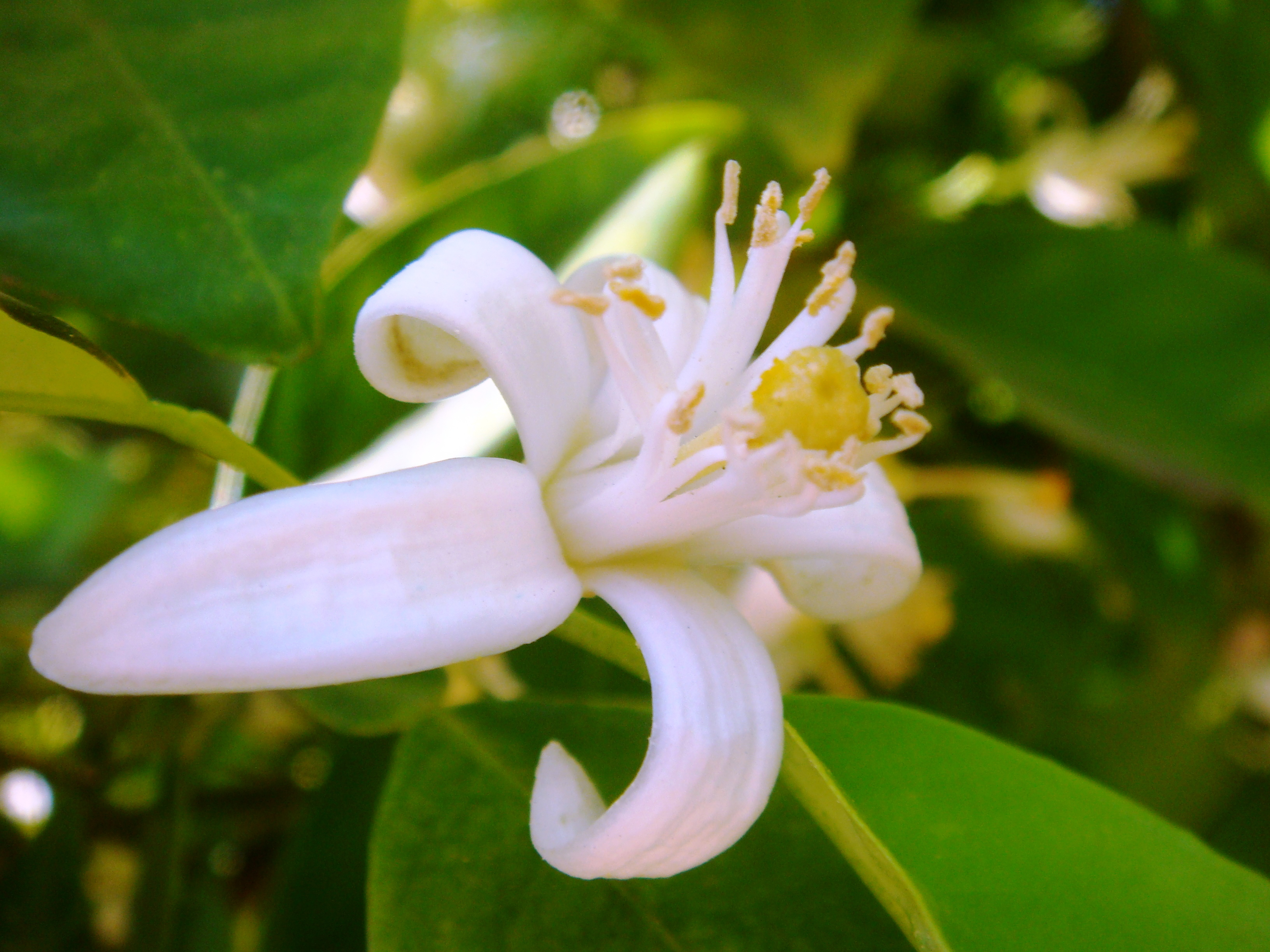
Azahar

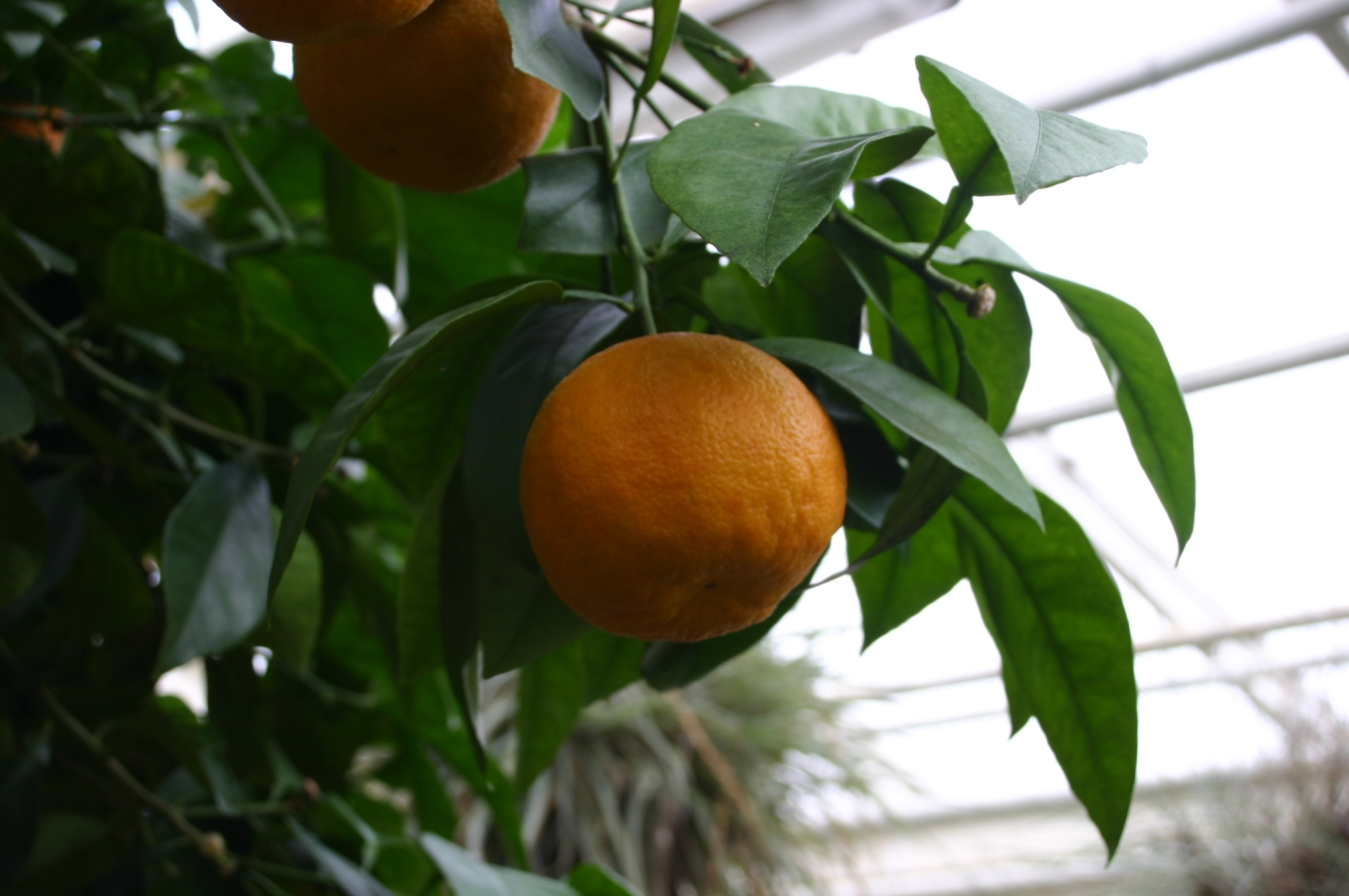
Fruto

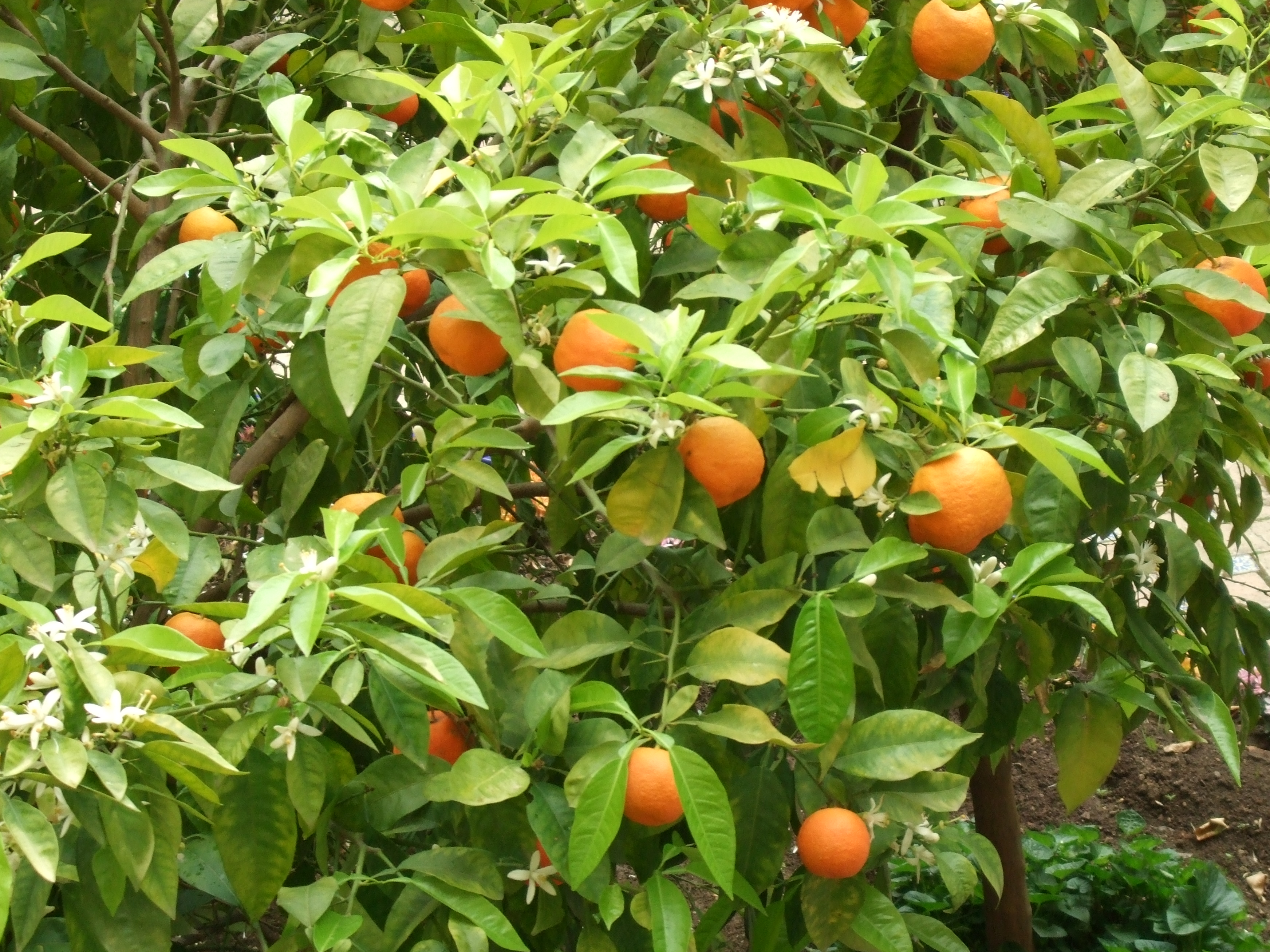
Follaje con flor y fruto

## Descripción
Es un árbol perennifolio que alcanza una altura de 7-8 m, espinas axilares y agudas. Hojas de 50-115 x 30-55 mm, elípticas, color verde oscuro brillante y olorosas, con pecíolo alado, alas obovadas. Flores bisexuales, en cimas axilares, blancas y muy fragantes (azahar). Pétalos carnosos y glandulares. Estambres 20-24. Fruto globoso, de 7 x 7,5 cm, aplanados en la base y el ápice; Cáscara cuando está madura, glandular y áspera. Eje hueco. Pulpa amargo-ácida.

### Variedades
- Citrus aurantium amara es un árbol perenne espinoso del sudeste de Vietnam, ampliamente cultivado.  Es muy usado como portainjerto de otras especies de Citrus. Su fruto se usa para la elaboración de mermeladas, licores Triple sec y Curaçao. De estas naranjas, también se obtiene por extracción aceite esencial, para aceite neroli. De sus flores y por destilación se obtiene agua de azahar un hidrosol.
- Naranjo de Sevilla (o bigarade), de la región mediterránea. Su naranja es muy apreciada para mermelada por su alto contenido en pectina, de mejor calidad y cantidad. También en compotas para saborear el Canard à l'orange (pato a la naranja).
- Bergamota, Citrus aurantium bergamia cultivada en Italia para producir el aceite de bergamota, componente de muchas marcas de perfume y de té.
- C. aurantium var. myrtifolia. Llamado naranjo moruno en España y chinotto, en Italia. Es nativo de China.
- Daidai,  C. aurantium var. daidai, usado en medicina tradicional china y en la celebración del Año nuevo japonés.

## Historia
La naranja amarga, como la mayoría de los cítricos, es un híbrido, en este caso entre el pomelo chino y el mandarino. Surgió en el sudeste asiático y de ahí pasó a India, Persia y se expandió al mundo árabe durante la revolución agrícola del islam medieval a partir del año 700.Llegó a la península ibérica durante la invasión musulmana y de ahí pasó al continente americano tras el intercambio colombino, encontrándose actualmente árboles silvestres cerca de pequeños arroyos en partes generalmente aisladas y boscosas de Florida y Bahamas.

## Usos

### Culinario
Aunque la pulpa no es comestible,la naranja amarga se utiliza mucho en gastronomía. En Sevilla, las naranjas se recogen una vez al año y se envían a Inglaterra para hacer la célebre mermelada de naranja, ya que albergan más pectina que las dulces, produciendo más. Sin embargo, el fruto no suele consumirse en Andalucía.Este hecho refleja la relación histórica entre España e Inglaterra, ya que la primera receta de "mermelada de naranjas" se documentó por primera vez por Eliza Cholmondeley en 1677.

### Medicinal
En Paraguay lo utilizan como planta medicinal, por ejemplo, se utilizan tres hojas de apepu para tomar tereré, sirviendo el líquido de la hoja para combatir con el nerviosismo o alivianar el dolor estomacal. Asimismo, utilizan el fruto para jugo o mermelada.

### Portainjerto
Citrus × aurantium es uno de los portainjertos utilizados para especies cítricas de valor comercial. Es resistente a caliza, a condiciones de asfixia radical y a heladas. También tiene una resistencia media a condiciones de salinidad en el suelo y a sequía, esto último por su sistema radical profundo y medianamente ramificado. En cuanto a las enfermedades, el naranjo amargo es tolerante a Phytophtora sp. y a Armillaria mellea, pero susceptible al nematode Tylenchulus semipenetrans. Es además tolerante a exocortis, al virus de la psoriasis de los cítricos y al viroide de la cachexia-xiloporosis de los cítricos, pero susceptible al virus de la tristeza de los cítricos.
El tamaño de la fruta de los cultivares injertados sobre naranjo amargo es algo menor que sobre limonero rugoso (Citrus × jambhiri), pero mayor que sobre mandarino Cleopatra (Citrus × reshni). Tanto los sólidos solubles como la acidez titulable del zumo de los frutos obtenidos sobre pie de naranjo amargo son elevados. Esta característica, junto con su tolerancia moderada a Phytophtora, hizo del naranjo amargo el portainjerto preferido en países tropicales donde el virus de la tristeza de los cítricos no es un factor limitante.

### Suplementos dietarios
El extracto de naranja amarga (y su jugo) se usa en suplemento dietario, como ayuda para control de la obesidad y como un supresor del apetito, aunque sin control profesional puede ser extremadamente peligroso. La naranja amarga contiene sinefrina más conocida como fenilefrina, un fármaco similar a la efedrina, pero que actúa solo como estimulante adrenérgico (alfa) con un posible riesgo de choque isquémico e hipertensión. También se suele utilizar con fines terapéuticos la fenilefrina en anticatarrales como vasoconstrictor para el control de las secreciones nasales.
El aceite esencial de las flores es tranquilizante, hipnótico suave, espasmolílico.
El aceite esencial del pericarpio tiene efecto antiespasmódico, ligeramente sedante e hipnótico; los flavonoides le confieren propiedades como vitamínico P (aumenta el tono de las paredes venosas, reduce la permeabilidad y aumenta la resistencia capilar. Los principios amargos actúan como tónico, aperitivo, eupéptico y colagogo. La pectina es la parte blanca entre la cáscara y la fruta. Le confiere propiedades demulcentes e hipocolesterolemiantes. La corteza de naranja amarga, por su característico olor y sabor (amargo-aromático), constituye uno de los mejores correctores organolépticos, para enmascarar los olores y sabores desagradables de otras drogas.
- Pericarpio: inapetencia, dispepsias hiposecretoras, espasmos gastrointestinales, disquinesias hepatobiliares, colecistitis, diarreas, síndrome del intestino irritable. Varices, flebitis, hemorroides, fragilidad capilar, edemas, diarreas, hiperlipemias.

- Flores, hojas: ansiedad, insomnio, distonías neurovegetativas, tos nerviosa.[15]

## Taxonomía
Citrus aurantium fue descrita por Carlos Linneo y publicado en Species Plantarum, VOL. 2, P. 782–783, 1753.
Sinonimia
- Aurantium × acre Mill.
- Aurantium × bigarella Poit. & Turpin
- Aurantium × corniculatum Poit. & Turpin
- Aurantium × coronatum Poit. & Turpin
- Aurantium × humile Mill.
- Aurantium × myrtifolium Descourt.
- Aurantium × orientale Mill.
- Aurantium × silvestre Pritz.
- Aurantium × sinense (L.) Mill.
- Aurantium × variegatum Barb.Rodr.
- Citrus × amara Link
- Citrus × aurata Risso
- Citrus × benikoji Yu.Tanaka
- Citrus × bigaradia Loisel.
- Citrus × bigaradia var. cyathifera Risso & Poit.
- Citrus × calot Lag.
- Citrus × canaliculata Yu.Tanaka
- Citrus × changshan-huyou Y.B.Chang
- Citrus × communis Poit. & Turpin
- Citrus decumana var. paradisi (Macfad.) H.H.A.Nicholls
- Citrus × dulcimedulla Pritz.
- Citrus × dulcis Pers.
- Citrus × florida Salisb.
- Citrus × funadoko Yu.Tanaka
- Citrus × fusca Lour.
- Citrus × glaberrima Yu.Tanaka
- Citrus gracilis var. dulcis Yu.Tanaka
- Citrus grandis f. Benikawa Yu.Tanaka
- Citrus grandis var. glaberrima (Tanaka) Karaya
- Citrus grandis var. kotokan (Hayata) Karaya
- Citrus grandis var. natsudaidai (Tanaka) Karaya
- Citrus grandis var. sulcata (Takah.) Karaya
- Citrus grandis var. tengu (Tanaka) Karaya
- Citrus humilis (Mill.) Poir.
- Citrus hystrix H.Perrier
- Citrus × intermedia Yu.Tanaka
- Citrus × iwaikan Yu.Tanaka
- Citrus × iyo Yu.Tanaka
- Citrus × karna Raf.
- Citrus × keraji Yu.Tanaka
- Citrus × kotokan Hayata
- Citrus × leiocarpa var. tumida Yu.Tanaka
- Citrus maxima var. uvacarpa Merr.
- Citrus medica f. tamurana (Tanaka) M.Hiroe
- Citrus × medioglobosa Yu.Tanaka
- Citrus × mitsuharu Yu.Tanaka
- Citrus × myrtifolia (Ker Gawl.) Raf.
- Citrus × natsudaidai Hayata
- Citrus × nobilis Lour.
- Citrus × nobilis var. genshokan Hayata
- Citrus × nobilis var. rubrifrons Yu.Tanaka
- Citrus × nobilis var. subcompressa Yu.Tanaka
- Citrus × nobilis f. tumida (Tanaka) M.Hiroe
- Citrus × omikanto Yu.Tanaka
- Citrus × papillaris Blanco
- Citrus × paradisi Macfad.
- Citrus × pseudogulgul Shirai
- Citrus × reshni (Engl.) Yu.Tanaka
- Citrus × rokugatsu Yu.Tanaka
- Citrus × rumphii Risso
- Citrus sabon f. banyu Hayata
- Citrus sabon f. hakunikuyu Hayata
- Citrus sabon f. jiyu Hayata
- Citrus sabon f. mitsuyu Hayata
- Citrus sabon f. sekitoyu Hayata
- Citrus sabon f. soyu Hayata
- Citrus × sinensis subsp. crassa (Risso) D.Rivera & al.
- Citrus × sinensis subsp. fetifera (Risso) D.Rivera & al.
- Citrus × sinensis subsp. hierochuntica (Risso) D.Rivera & al.
- Citrus × sinensis subsp. lusitanica (Risso) D.Rivera & al.
- Citrus × sinograndis Yu.Tanaka
- Citrus × subcompressa (Tanaka) Yu.Tanaka
- Citrus × sulcata Yu.Tanaka
- Citrus × taiwanica Yu.Tanaka & Shimada
- Citrus × tangelo J.W.Ingram & H.E.Moore
- Citrus tankan f. koshotankan Hayata
- Citrus × tengu Yu.Tanaka
- Citrus × tosa-asahi Yu.Tanaka
- Citrus × truncata Yu.Tanaka
- Citrus × vulgaris Risso
- Citrus × yatsushiro Yu.Tanaka
- Citrus × yuge-hyokan Yu.Tanaka[16]

## Nombre común
- Castellano: azahar, flor de azahar, lima de confitar, limón de confitar, naranja, naranja (fruto), naranja agria, naranja amarga, naranja amarga (fruto), naranja dulce (fruto), naranja mandarina, naranjas (fruto), naranjero, naranjero agrio, naranjo, naranjo agridulce, naranjo agrio, naranjo agro, naranjo amargo, naranjo bobo, naranjo bravo, naranjo cajel de un agridulce suave y delicado, naranjo caxel, naranjo chino, naranjo crespo, naranjo de Malta, naranjo de Málaga, naranjo de Portugal, naranjo de Sangre, naranjo de fruto grandísimo, naranjo de fruto verrugoso, naranjo de invierno, naranjo de la China mayor, naranjo de la China menor, naranjo de los Remedios, naranjo de sangre, naranjo del suc roch, naranjo dulce, naranjo enano agrio, naranjo enano dulce, naranjo mallorquín, naranjo portugués, naranjo silvestre, naranjo variegado, pepitero, toronjo agrio, naranjo cucho o naranja de cucho.[2]
- Valenciano: taronger.